# 5866 Sachsen
5866 Sachsen è un asteroide della fascia principale. Scoperto nel 1988, presenta un'orbita caratterizzata da un semiasse maggiore pari a 2,7891833 UA e da un'eccentricità di 0,0788874, inclinata di 5,09113° rispetto all'eclittica.